# Jamie Lawson
Pour les articles homonymes, voir Lawson.
 (avril 2024).
Si vous disposez d'ouvrages ou d'articles de référence ou si vous connaissez des sites web de qualité traitant du thème abordé ici, merci de compléter l'article en donnant les références utiles à sa vérifiabilité et en les liant à la section « Notes et références ».
Jamie Lawson (né en 1975 à Plymouth dans le Devon) est un auteur-compositeur-interprète anglais.
Il est le premier artiste à signer sur le label d'Ed Sheeran, Gingerbread Man Records,. Son single Wasn't Expecting That a été dans n°3 en Irlande et en Australie, et dans le Top 10 en Nouvelle-Zélande.

## Albums
- 2006 : Last Night Stars
- 2010 : The Pull of the Moon
- 2011 : Wasn't Expecting That
- 2015 : Jamie Lawson (en) (disque d'or, n°1 en Angleterre)